# Graf Zeppelin (rose)
'Graf Zeppelin' est un cultivar de rosier grimpant obtenu en 1910 par le rosiériste allemand T. Boehm. Il doit son nom au comte Ferdinand von Zeppelin (1838-1917), inventeur du ballon dirigeable du même nom. Il ne doit pas être confondu avec le cultivar de rhododendron du même nom et celui de phlox blanc à cœur rouge du même nom.

## Description
Il s'agit d'un hybride multiflore aux fleurs moyennes d'un rouge tirant sur le rose foncé ; elles sont semi-doubles ou doubles, plutôt plates, et fleurissent en nombreux bouquets. La floraison, très abondante en mai-juin, est légèrement remontante. Son buisson grimpant est vigoureux.
Sa zone de rusticité est de 6b à 9b.
La variété 'Graf Zeppelin' est un sport de 'Weigand's Crimson Rambler. On peut l'admirer à l'Europa-Rosarium de Sangerhausen.